# El Rey del Mundo
Die Zigarrenmarke El Rey del Mundo (deutsch: Der König der Welt) ist eine der ältesten und bekanntesten Zigarrenmarken aus Kuba.

## Geschichte
Die Marke wurde 1882 von Ramón Allones gegründet, der sein Sortiment damit um eine Spitzenzigarre ergänzen wollte. Sie war die Nachfolgerin der seit 1842 von dem deutschen Geschäftsmann Emilio Ohmstedt produzierten King of the World und lange Zeit die teuerste kubanische Zigarre. Die Zigarren von El Rey del Mundo sind Longfiller Premiumzigarren von mildem bis mittlerem Aroma. Die Marke ist in kubanischem Staatsbesitz, es gibt noch eine weitere Zigarre gleichen Namens hergestellt in Honduras.

## Formate
Handelsname – Format – Maße
- Choix Supreme – Hermoso No.4 – 127 × 19,1 mm[2]
- Demi-Tasse – Entreactos – 101 × 11,9 mm